# Efferia affinis
Efferia affinis är en tvåvingeart som först beskrevs av Luigi Bellardi 1861.  Efferia affinis ingår i släktet Efferia och familjen rovflugor. Inga underarter finns listade i Catalogue of Life.